# 맥라렌 MP4-26
맥라렌 MP4-26(영어: McLaren MP4-26)은 맥라렌이 2011년 포뮬러 원 시즌을 위해 제작한 포뮬러 원 머신이다. 섀시는 Paddy Lowe, Neil Oatley, Tim Goss, Andrew Bailey 및 John Iley가 설계했으며 고객 메르세데스-벤츠 엔진으로 구동된다. 2008년과 2009년 월드 드라이버 챔피언 인 루이스 해밀턴과 젠슨 버튼이 주도했다. 이 차는 2월 4일 독일 베를린의 포츠담 광장에서 발렌시아에서 열린 시즌의 첫 번째 테스트 세션 직후에 출시되었다. 맥라렌 테스트 드라이버 Gary Paffett, 루이스 해밀턴 및 젠슨 버튼은 첫 번째 테스트에서 새로운 타이어 공급업체 Pirelli가 제공한 최종 타이어 컴파운드에 대한 경험을 얻기 위해 이전 모델인 MP4-25의 임시 버전을 운전했다.

## 디자인

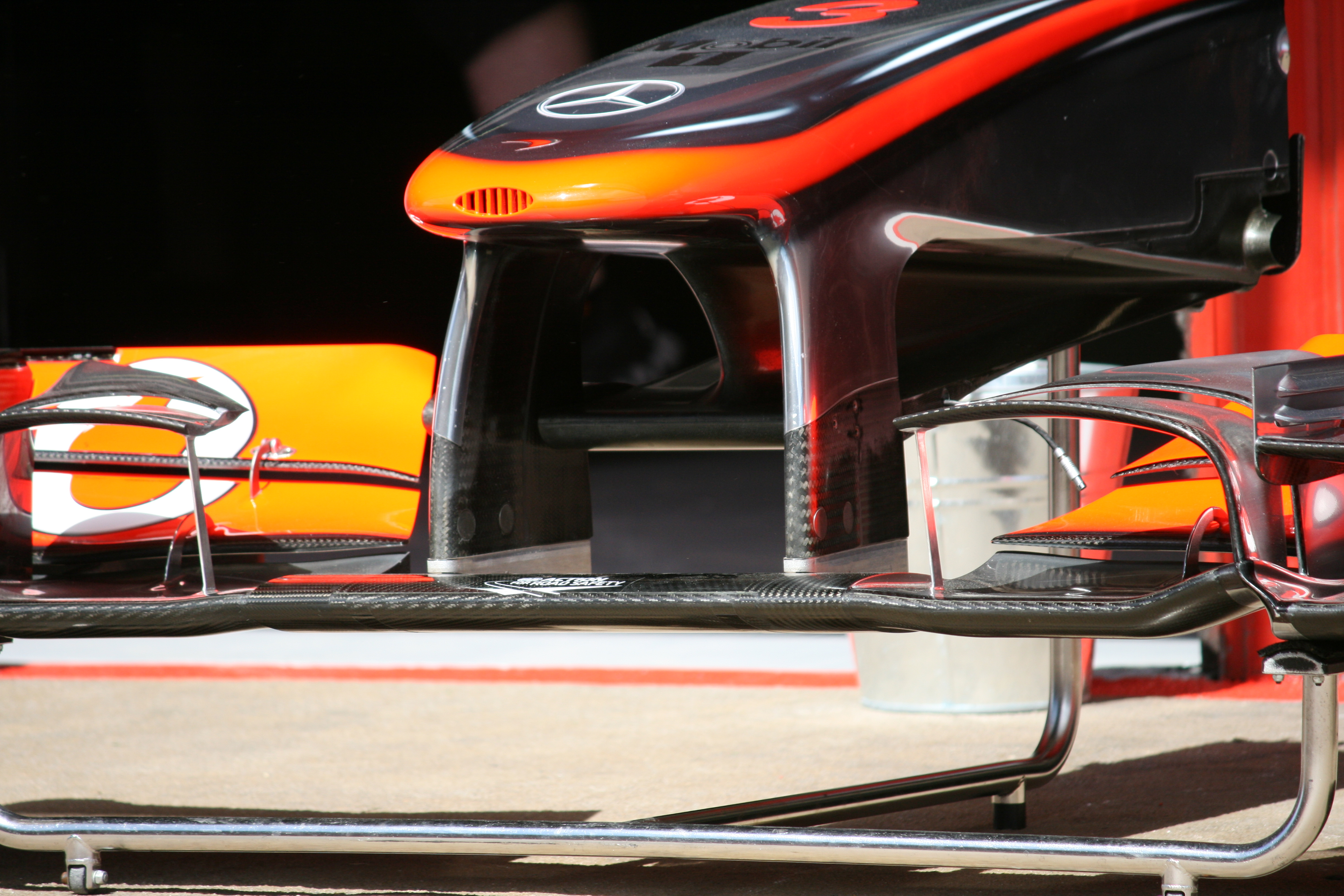
The MP4-26 front wing element as it was in pre-season testing

차량의 디자인은 독특한 "L 자형"사이드 포드 배열로 유명하다. 테크니컬 디렉터인 Paddy Lowe는 1995년의 Benetton의 B195와 1996년의 페라리의 F310 등에서 마지막으로 볼 수 있었던 더 높은 바깥쪽 사이드 포드의 아이디어를 최대한 활용했다. 목표는 공기 흐름을 청소하고 후방의 빔윙으로 더 잘 전달하는 것이다. 이중 디퓨저 금지 덕분에 이제 더 중요한 영역이 되었다. 이 솔루션은 또한 맥라렌에게 르노-R31 스타일의 전방 배기 출구를 실행할 수 있는 가능성을 제공한다.
모든 고속 공기 역학적 설계는 속도의 큐브에 비례하여 공기 저항 (드래그)이 상승하면서 드래그에 대한 다운 포스의 절충안이다 (유도된 드래그는 리프팅 바디의 불가피한 결과임). 포뮬러 원에서는 리프트가 반전되어 다운 포스가 발생하여 트랙션이 개선되고 운전자 스티어링 휠 입력이 줄어들어 타이어 마모가 줄어든다. 차량 위의 공기 흐름을 안정화하기 위해 대부분의 포뮬러 원 자동차 설계에서 앞바퀴의 더러운 공기는 바지선 보드와 심하게 조각 된 하체를 사용하여 라디에이터와 테일 섹션에서 멀어지게 유도된다. 그러나 MP4-26의 디자인은 앞바퀴를 포함하여 자동차 전체의 공기 흐름에서 다운 포스를 생성하도록 최적화되었다.

## 포뮬러 원 경기 결과
(굵게 표시된 결과는 극 위치를 나타낸다. 기울임 꼴로 표시된 결과는 가장 빠른 랩을 나타낸다.)
| 연도   | 참가자                   | 엔진                  | 타이어 | 드라이버      | 1   | 2   | 3   | 4   | 5   | 6   | 7   | 8   | 9   | 10  | 11  | 12  | 13  | 14  | 15  | 16  | 17  | 18  | 19  | 점수 | WCC |
| ------ | ------------------------ | --------------------- | ------ | ------------- | --- | --- | --- | --- | --- | --- | --- | --- | --- | --- | --- | --- | --- | --- | --- | --- | --- | --- | --- | ---- | --- |
| 2011년 | 보다폰 맥라렌 메르세데스 | 메르세데스 FO 108X V8 | P      |               | AUS | MAL | CHN | TUR | ESP | MON | CAN | EUR | GBR | GER | HUN | BEL | ITA | SIN | JPN | KOR | IND | ABU | BRA | 497  | 2위 |
| 2011년 | 보다폰 맥라렌 메르세데스 | 메르세데스 FO 108X V8 | P      | 루이스 해밀턴 | 2   | 8   | 1   | 4   | 2   | 6   | Ret | 4   | 4   | 1   | 4   | Ret | 4   | 5   | 5   | 2   | 7   | 1   | Ret | 497  | 2위 |
| 2011년 | 보다폰 맥라렌 메르세데스 | 메르세데스 FO 108X V8 | P      | 젠슨 버튼     | 6   | 2   | 4   | 6   | 3   | 3   | 1   | 6   | Ret | Ret | 1   | 3   | 2   | 2   | 1   | 4   | 2   | 3   | 3   | 497  | 2위 |